# Championnat de France de basket-ball en fauteuil roulant
Le championnat de France de basket-ball en fauteuil roulant, dont la première division est dénommée Nationale A, est une compétition annuelle mettant aux prises les dix meilleurs clubs de basket-ball en fauteuil roulant en France. Le premier titre de champion de France est décerné en 1968 (sept clubs étaient en compétition). Le championnat est organisé par la Commission fédérale handibasket dépendant de la Fédération française handisport avec le soutien de la Fédération française de basket-ball.
Au cours de son histoire, le championnat de France a été marqué par plusieurs cycles de domination de certains clubs. Dans l'ordre chronologique, on relève l'hégémonie de l'AS Berck (1982-1991), puis celle du CS Meaux Handibasket (1993-2001 et depuis 2008). Ce dernier était aux prises avec Toulouse au milieu des années 2000, et depuis quelques années[Quand ?] a pour principaux challengers les clubs azuréens de Hyères (titré quatre fois) et Le Cannet (arrivé récemment[Quand ?] dans l'élite mais comptant déjà un titre de vice champion).
Sa formule a beaucoup évolué au cours de l'histoire (voir la section Organisation du championnat). Actuellement[Quand ?], il se déroule en deux phases : une phase appelée saison régulière où chaque équipe s'affronte en matchs aller et retour et une phase finale de série éliminatoire appelée playoffs regroupant les huit meilleures équipes de la saison régulière, depuis 2013, et se jouant au meilleur des trois matchs. Les deux derniers sont relégués en Nationale B et sont remplacés par l'équipe classée première de Nationale B à l'issue de la saison régulière et par le vainqueur des playoffs de Nationale B.
Le CS Meaux est le tenant du titre.

## Organisation du championnat

### Formule (jusqu'en 2012-2013)
La formule retenue pour la désignation du champion de France de basket-ball en fauteuil roulant et le nombre de clubs qui participent à la compétition ont changé à plusieurs reprises. Dans la plupart des éditions depuis sa création, le championnat se déroule en deux phases :
- une phase appelée saison régulière où chaque équipe s'affronte en matchs aller et retour ;
- une phase finale de séries éliminatoires appelée playoffs regroupant les quatre meilleures équipes de la saison régulière s'affrontant au meilleur des trois matchs à chaque tour (demi finales et finale).

À l'issue des matchs allers, les quatre premières équipes du classement sont qualifiées pour les demi-finales de la Coupe de France (1 vs 4 et 2 vs 3).
Le club classé 10e est relégué en Nationale B et remplacé par le champion de France de Nationale B. L'équipe classée 9e participe à un barrage contre le vice champion de France de Nationale B en matchs aller-retour pour déterminer la dixième équipe engagée en Nationale A la saison suivante.

### Nouvelle formule (depuis 2013-2014)
Depuis la saison 2013-14, le championnat se déroule de la façon suivante :
Les dix équipes participant à la compétition s’affrontent en matchs aller-retour. À l’issue des matchs aller, les équipes classées de 1 à 8 disputent la Coupe de France sous forme de plateaux en demi finale regroupant quatre équipes, avant la finale opposant les clubs victorieux de leurs groupes respectifs.
À la fin de la saison régulière, les équipes classées de 1 à 8 sont automatiquement qualifiées pour les quarts de finale des play-offs selon le schéma suivant :
- le premier affronte le huitième (match 1)
- le deuxième affronte le septième (match 2)
- le troisième affronte le sixième (match 3)
- le quatrième affronte le cinquième (match 4)

En demi-finales, le vainqueur du match 1 affronte le vainqueur du match 4 et le vainqueur du match 2 affronte le vainqueur du match 3. Chaque confrontation se dispute au meilleur des trois manches, c'est-à-dire que la première équipe à gagner deux matchs est qualifiée pour le tour suivant. L'équipe la mieux classée se déplace lors de la première manche et reçoit les deux dernières la semaine suivante (retour le samedi soir et belle éventuelle le dimanche matin).
Les clubs classés 9e et 10e à la fin de la saison régulière sont relégués en Nationale B et sont remplacés par l'équipe classée première de Nationale B à l'issue de la saison régulière et par le vainqueur des playoffs de Nationale B.

### Points au classement
Une équipe marque deux points pour une victoire et un point pour une défaite lors de la saison régulière.

### All-Star Game
Le premier All-Star Game a lieu au Cannet en mars 2013 avec les meilleurs joueurs du championnat qui affrontent l'équipe de France d'handibasket.

## Palmarès
| \| Meylan-Grenoble Meaux Villefranche-Meyzieu Hyères Le Cannet Lannion Bordeaux Strasbourg Paris Toulouse \| Localisation des clubs engagés dans le championnat 2013-14. |
| Meylan-Grenoble Meaux Villefranche-Meyzieu Hyères Le Cannet Lannion Bordeaux Strasbourg Paris Toulouse                                                                   |

### Palmarès par saison
- Palmarès des clubs champions de France de Nationale A[3] :

| Saison | Champion                                     | Finaliste                                    |
| ------ | -------------------------------------------- | -------------------------------------------- |
| 1981   | CS Meaux Basket Fauteuil                     |                                              |
| 1982   | AS Berck                                     |                                              |
| 1983   | AS Berck                                     |                                              |
| 1984   | AS Berck                                     |                                              |
| 1985   | AS Berck                                     |                                              |
| 1986   | AS Berck                                     |                                              |
| 1987   | AS Berck                                     |                                              |
| 1988   | AS Berck                                     |                                              |
| 1989   | AS Berck                                     |                                              |
| 1990   | AS Berck                                     |                                              |
| 1991   | AS Berck                                     |                                              |
| 1992   | ASHP Douai                                   |                                              |
| 1993   | CS Meaux Basket Fauteuil                     |                                              |
| 1994   | CS Meaux Basket Fauteuil                     |                                              |
| 1995   | CS Meaux Basket Fauteuil                     |                                              |
| 1996   | CS Meaux Basket Fauteuil                     |                                              |
| 1997   | CS Meaux Basket Fauteuil                     |                                              |
| 1998   | CS Meaux Basket Fauteuil                     |                                              |
| 1999   | CS Meaux Basket Fauteuil                     |                                              |
| 2000   | CS Meaux Basket Fauteuil                     |                                              |
| 2001   | CS Meaux Basket Fauteuil                     |                                              |
| 2002   | Hyères HC                                    | CS Meaux Basket Fauteuil                     |
| 2003   | Hyères HC                                    | CS Meaux Basket Fauteuil                     |
| 2004   | Toulouse Invalides Club                      | CS Meaux Basket Fauteuil                     |
| 2005   | CS Meaux Basket Fauteuil                     |                                              |
| 2006   | Hyères HC                                    | CS Meaux Basket Fauteuil                     |
| 2007   | Toulouse Invalides Club                      |                                              |
| 2008   | CS Meaux Basket Fauteuil                     | Toulouse Invalides Club                      |
| 2009   | Hyères HC                                    | CS Meaux Basket Fauteuil                     |
| 2010   | CS Meaux Basket Fauteuil                     | Hyères HC                                    |
| 2011   | CS Meaux Basket Fauteuil                     | Toulouse Invalides Club                      |
| 2012   | CS Meaux Basket Fauteuil                     | Hyères HC                                    |
| 2013   | CS Meaux Basket Fauteuil                     | Hyères HC                                    |
| 2014   | Hornets Le Cannet                            | CS Meaux Basket Fauteuil                     |
| 2015   | CS Meaux Basket Fauteuil                     | Hornets Le Cannet                            |
| 2016   | Hyères HC                                    | CS Meaux Basket Fauteuil                     |
| 2017   | CS Meaux Basket Fauteuil                     | Hornets Le Cannet                            |
| 2018   | Hornets Le Cannet                            | Hyères HC                                    |
| 2019   | Hyères HC                                    | Hornets Le Cannet                            |
| 2020   | Saison annulée en raison de la Covid-19      | Saison annulée en raison de la Covid-19      |
| 2021   | Saison non disputée en raison de la Covid-19 | Saison non disputée en raison de la Covid-19 |
| 2022   | Metz Handisport                              | CS Meaux Basket Fauteuil                     |
| 2023   | Hornets Le Cannet                            | Aigles du Puy-en-Velay                       |
| 2024   | Aigles du Puy-en-Velay                       | Hornets Le Cannet                            |
| 2025   | Chalon-sur-Saône                             | Aigles du Puy-en-Velay                       |

### Palmarès par club
| Équipes                 | Titres | Saisons |
| ----------------------- | ------ | --- |
| CS Meaux Handibasket    | 18     | 1981, 1993, 1994, 1995, 1996, 1997, 1998, 1999, 2000, 2001, 2005, 2008, 2010, 2011, 2012, 2013, 2015, 2017 |
| AS Berck                | 10     | 1982, 1983, 1984, 1985, 1986, 1987, 1988, 1989, 1990, 1991                                                 |
| Hyères HC               | 6      | 2002, 2003, 2006, 2009, 2016, 2019                                                                         |
| Hornets Le Cannet       | 3      | 2014, 2018, 2023                                                                                           |
| Toulouse Invalides Club | 2      | 2004, 2007                                                                                                 |
| ASHP Douai              | 1      | 1992 |
| Metz Handisport         | 1      | 2022 |
| Le Puy-en-Velay         | 1      | 2024 |
| Chalon-sur-Saône        | 1      | 2025 |

## Rivalités
Les années 1990 marquent le passage de témoin entre Berck et Meaux, au niveau national et aussi au niveau européen. Car si Meaux remporte tous les titres à partir de 1992, les deux clubs s'échangent les coupes d'Europe à tour de rôle.
Depuis les années 2000, Meaux est talonné par Hyères et Le Cannet. Ce big three est suivi par Toulouse, et suivant les années Bordeaux et Meylan. Dans le courant des années 2010, Le Puy-en-Velay s'octroie régulièrement la quatrième place du championnat, sans pouvoir monter plus haut.
Les clubs du Puy et de Saint-Avold montent à leur tour en puissance à la fin des années 2010 / début 2020. Ce dernier remporte le titre en 2022, face à Meaux, à la suite de sa fusion avec Metz Handisport et le recrutement de nombreux internationaux néerlandais, alors champions d'Europe avec leur sélection.

## Couverture médiatique
Certaines rencontres du championnat de France sont retransmises en direct sur CapTV.Info (de Nationale A à C), avec notamment Meaux/Toulouse du 25 novembre 2013. Vidéos de Nationale(s) - All Star Games - Finales Coupe de France sur : www.HoplaSportsTV.com